# Koncovka (hudební nástroj)

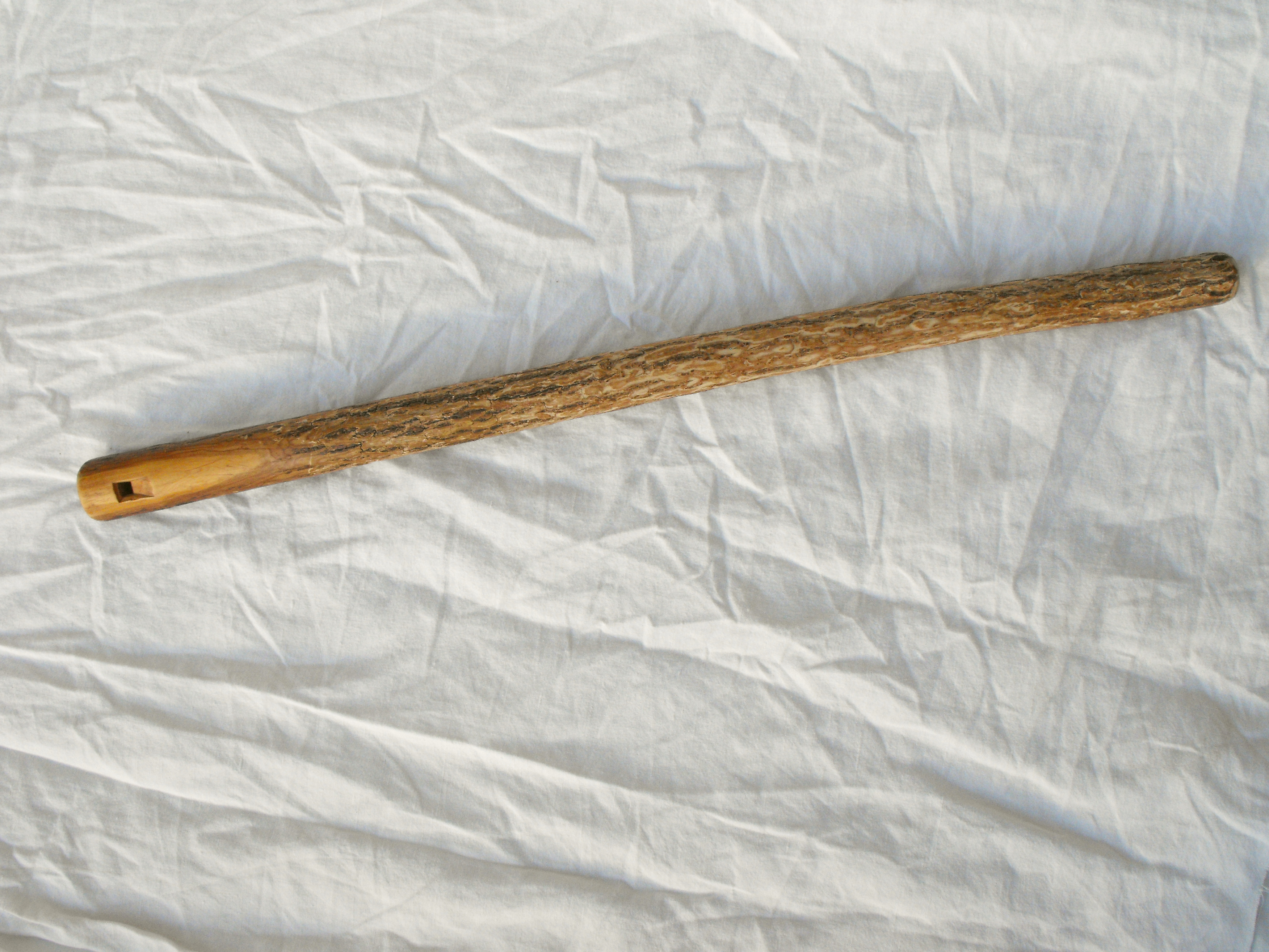
Koncovka s přírodním vzhledem

Koncovka je slovenská podélná flétna bez tónových otvorů. Řadí se mezi dřevěné dechové nástroje. Vzhledem ke své délce má relativně úzké vrtání a díky tomu snadno přefukuje na vyšší alikvótní tóny. S otevřeným koncem lze přefukováním zahrát všechny alikvótní tóny až zhruba do sedmého. Uzavřením konce se základní tón posune o oktávu níž (kvůli úzkému vrtání jej však nelze zahrát), přefukováním pak lze zahrát jen liché alikvótní tóny. Kombinací přefukování a uzavírání konce lze zahrát kompletní lydickou stupnici.

Koncovky se podle požadovaného ladění vyrábí různě dlouhé. Vyrábí se většinou z bezového dřeva.

Používá se v lidové hudbě na Moravě a Slovensku. Principiálně podobný nástroj je fujara.